# Алибек II ибн Тучелав
Алибек II сын Тучелава — князь Казикумуха из рода Тарковских шамхалов

## Биография
Братья Сурхай и Мамет-хан.
Дед Алибек I (князь Кази-Кумуха), в 1614 году присягнувший русскому царю, так же именован в русских документах как «князь Кази-Кумыка», мог иметь и титул «куклавчи», илиже «халклавчи». Комаров А. В. полагал, что титул  «куклавчи», как вариант произношения «хокловчу», происходит от слова «халклавчи», то есть «народом поднятый» или «над народом стоящий». Айдамиров А. З. считал, что термин «куклавчи» означает «предводитель отряда», от лакского «кьоькьа» — «отряд» и «лавчи» — «ведущий». Сам Алибек I был сыном Будая I
В 1642 году правителем Гази-Кумуха с титулом «халклавчи» был Алибек II сын Тучалава. Функции халклавчи сводились к выполнению обязанностей военного предводителя, но он не имел права вмешиваться во внутренние дела джааматов. 
Первым халклавчи был избран казикумухский феодал Алибек. Главная обязанность халклавчи , избиравшегося старшинами и выборными лакских сел , заключалась в сборе ополчения.